# Parapelecopsis
Parapelecopsis és un gènere d'aranyes araneomorfes de la subfamília Erigoninae, dins de la família Linyphiidae . Es pot trobar a la zona paleàrtica.
Fou descrit per primera vegada per J. Wunderlich l'any 1992.

## Llista d'espècies
Segons The World Spider Catalog 12.0:
- Parapelecopsi conimbricensi Bosmans & Crespo, 2010
- Parapelecopsi mediocris (Kulczynski, 1899)
- Parapelecopsis nemoralioides (O. Pickard-Cambridge, 1884)
- Parapelecopsi nemoralis (Blackwall, 1841) (Espècie tipus)
- Parapelecopsis susannae ( Simon, 1915)